# Cole Palmer
Cole Jermaine Palmer (n. 6 mai 2002, Manchester⁠(d), Anglia, Regatul Unit) este un fotbalist britanic, care joacă pe post de mijlocaș ofensiv sau extremă la Chelsea în Premier League. Pe plan internațional, are prezențe la națională pentru Anglia U16⁠(d), Anglia U17⁠(d), Anglia U18⁠(d), Anglia U-21⁠(d) și Anglia.

## Cariera pe echipe

### Primii ani
Cole Jermaine Palmer s-a născut pe 6 mai 2002 în Wythenshawe, Manchester. S-a alăturat lui Manchester City la categoriile sub 8 și a progresat prin grupele de vârstă ale Academiei înainte de a devenii căpitanul echipei sub 18 ani în sezonul 2019-20. Palmer a fost educat privat la St Bede's College.

### Manchester City
La 30 septembrie 2020, Palmer și-a făcut debutul cu prima echipă a lui City într-o victorie cu 3-0 în deplasare împotriva lui Burnley în turul al patrulea al Cupei EFL. A marcat primul său gol pe 21 septembrie 2021 într-o victorie cu 6-1 pe teren propriu împotriva echipei din League One, Wycombe Wanderers, în Cupa EFL. Pe 16 octombrie, Palmer a făcut o apariție în Premier League împotriva lui Burnley și s-a trezit jucând și marcând un hat-trick pentru echipa sub 23 de ani a lui City în aceeași noapte. Pe 19 octombrie, Palmer a marcat primul său gol în Liga Campionilor UEFA într-o victorie cu 5-1 în deplasare împotriva lui Club Brugge. Pe 7 ianuarie 2022, Palmer a marcat la debutul său în FA Cup într-o victorie cu 4-1 în deplasare împotriva lui Swindon Town din League Two.
Pe 6 august 2023, Palmer a marcat primul gol în FA Community Shield 2023 împotriva lui Arsenal, după ce a intrat în locul lui Erling Haaland ca înlocuitor în repriza a doua. Cu toate acestea, Arsenal a marcat în prelungiri și în cele din urmă a câștigat meciul la loviturile de departajare. Zece zile mai târziu, Palmer a marcat ultimul său gol pentru Manchester City, care a fost egalarea în Supercupa Europei din 2023 împotriva lui Sevilla, pe care Manchester City a câștigat-o cu 5–4 la loviturile de departajare după ce meciul s-a terminat cu 1–1.
Într-un interviu din ianuarie 2024, Palmer a dezvăluit că intențiile sale erau să nu părăsească niciodată Manchester City, cu toate acestea, clubul a refuzat să-l lase împrumutat timp de un an, spunându-i „ori rămâi, ori vei fi vândut”, influențând ieșirea lui Palmer cautând să profite de mai multe minute.

### Chelsea
La 1 septembrie 2023, Palmer a semnat cu Chelsea din Premier League pe un contract de șapte ani, cu opțiunea pentru încă un an. Suma transferului a fost raportată a fi inițială de 40 de milioane de lire sterline, putând crește încă 2,5 milioane în funcție de diferite variabile. Și-a făcut debutul în ziua următoare ca înlocuitor în minutul 62, într-o înfrângere cu 1-0 pe teren propriu cu Nottingham Forest. Pe 7 octombrie, Palmer a marcat primul său gol pentru Chelsea, dintr-o lovitură de pedeapsă, oferind în același timp o pasă de gol pentru reușita lui Nicolas Jackson într-o victorie cu 4-1 în deplasare împotriva lui Burnley. Pe 6 noiembrie, Palmer a înregistrat un gol și o pasă de gol într-o victorie palpitantă cu 4-1 în deplasare împotriva rivalilor londonezi de la Tottenham Hotspur. Șase zile mai târziu, Palmer a marcat din penalti în prelungiri împotriva fostei sale echipe Manchester City, iar cele două echipe au încheiat la egalitate cu scorul de 4–4 pe Stamford Bridge.
Palmer a marcat primul său gol din joc deschis într-o înfrângere cu 2-1 în deplasare cu Manchester United pe 5 decembrie. În ultimul meci al lui Chelsea din 2023, în deplasare cu Luton Town, Palmer a marcat de două ori pentru prima dată ca profesionist, asistând în același timp la golul lui Noni Madueke, Chelsea câștigând cu 3–2. Contribuțiile sale cu Luton l-au făcut să atingă cifre duble în totalul contribuțiilor la goluri în Premier League, devenind al cincilea marcator al lui Chelsea în vârstă de 21 de ani sau mai puțin (și primul de la Christian Pulisic și Mason Mount în 2019-2020 ) care a făcut acest lucru. Ca urmare a performanțelor sale din decembrie 2023, care a inclus patru goluri și două pase decisive, Palmer a fost nominalizat pentru premiul Jucătorul lunii din Premier League, iar cel de-al doilea gol împotriva lui Luton Town a fost, de asemenea, nominalizat pentru Golul lunii din Premier League. Pe 23 ianuarie 2024, Palmer a marcat din nou de două ori, de data aceasta în semifinalele Cupei EFL, în timp ce Chelsea a învins Middlesbrough cu 6–1 (6-2 la general) pentru a avansa în finala Cupei EFL de pe stadionul Wembley.

## Cariera la națională
Palmer a reprezentat echipa națională a Angliei sub-17 la Campionatul European UEFA Sub-17 din 2019.
Pe 27 august 2021, Palmer a primit prima convocare pentru naționala sub 21 de ani a Angliei. A marcat un gol la debutul său într-o victorie cu 2-0 în fața Republicii Kosovo în calificarea la Campionatul European Sub-21 din 2023.
Pe 14 iunie 2023, Palmer a fost inclus în lotul Angliei pentru Campionatul European Sub-21 din 2023; un turneu pe care Young Lions l-au câștigat în cele din urmă.
Pe 13 noiembrie 2023, Palmer a primit prima convocare la echipa națională de fotbal a Angliei înaintea meciurilor de calificare la UEFA Euro 2024 împotriva Maltei și Macedoniei de Nord. A debutat pe 17 noiembrie, intrând de pe bancă în minutul 61 în victoria Angliei cu 2-0 împotriva Maltei pe stadionul Wembley.

## Palmares
Manchester City
- Premier League: 2022–23[36]
- Cupa FA: 2022–23[37]
- Liga Campionilor UEFA: 2022–23[38]
- Supercupa Europei UEFA: 2023[39]

Chelsea
- UEFA Conference League: 2024–25[40]
- Finalist EFL Cup: 2023–24[41]

Anglia Sub-21
- Campionatul European de Fotbal Sub-21: 2023[42]

England
- Locul doi la Campionatul European de Fotbal: 2024[43]